# テンハッピーローズ
テンハッピーローズ（欧字名:Ten Happy Rose、2018年2月26日 - ）は、日本の競走馬。2024年のヴィクトリアマイルの勝ち馬である。
馬名の意味は、冠名+幸福+母名の一部。

## 戦績

### デビュー前 - 2歳（2020年）
2019年夏、セレクトセール1歳に上場されるが、主取になった。
2020年6月、楽天サラブレッドオークション（※新型コロナウイルス感染症拡大の影響で中止された千葉サラブレッドセールの代替として開催）にて、税込み2244万円で落札された。
8月15日、小倉競馬場第6レースの2歳新馬戦（芝1200m）で、鞍上福永祐一にてデビュー。7番人気の伏兵評価ではあったが、直線で鋭く抜け出しデビュー戦を勝利で飾った。重賞初挑戦で出走した10月31日のアルテミスステークスは、不利なレース展開ながらソダシに食らいつき、3着に健闘した。

### 3歳（2021年）
シーズン初戦のフェアリーステークスはキャリア初の1番人気に支持されたが、直線で伸びを欠き4着に敗れる。次走の桜花賞トライアル・チューリップ賞は初の二桁順位となる10着に大敗。その後は自己条件に戻って出走を重ねた。

### 4歳（2022年）
5月22日、3勝クラスのフリーウェイステークス（東京芝1400m）で差し切り勝ちを収め、シーズン初勝利を挙げるとともにオープンクラスに昇格。しかし昇級後は苦戦が続き、結局4歳シーズンで挙げられた勝利は1勝にとどまった。

### 5歳（2023年）
チューリップ賞以来の重賞出走（および、2月いっぱいで引退する鞍上福永の阪神ラスト騎乗）となったシーズン初戦の京都牝馬ステークスは6着、次走の阪神牝馬ステークスは7着に敗れる。6月25日のパラダイスステークス（3着）以降は津村明秀とのコンビが定着。8月27日の朱鷺ステークス（新潟芝1400m）では逃げたサーマルウインドをゴール寸前で鋭く差し切り、昇級後8戦目で待望のオープン戦初勝利を収めた。シーズン残りは休養に充てた。

### 6歳（2024年）
シーズン初戦の京都牝馬ステークスは7着、2戦目の阪神牝馬ステークスでは6着と共に掲示板外に敗れたのち、陣営はシーズン3戦目として初のGI挑戦となるヴィクトリアマイルを選択。単勝オッズは208.6倍のブービー14番人気で迎えた。道中は中団につけて追走し、直線では残り400mを過ぎた直後に鞍上の鞭に応えて急追。最後にフィアスプライドを交わし重賞・GI共に初制覇となった。鞍上の津村は、デビュー21年目にしてJRA・GI初勝利を飾った。また本馬の激走の影響もあり、3連単は91万6640円（2着に4番人気のフィアスプライド、3着には1番人気のマスクトディーヴァが入線）と波乱を演出。WIN5に至っては1レース目に12番人気、2レース目に8番人気が入ったこともあり、史上4位（現在は6位）の高配当となる4億4605万7430円を記録した。これで、BCフィリー&メアターフの優先出走権を獲ったが、距離適性を考慮して、この後は国内で1戦し秋のBCマイルへ向かうことになった。その1戦はBCマイルの前哨戦としてセントウルステークスに出走。新馬戦以来となる1200mながらしっかりと中団を追走するも、直線で伸び切れず7着に敗れた。運営は予定通りBCマイルに出走し上々のスタートから好位2番手を追走。直線で早めに先頭に躍り出て押し切るかに見えたが、残り100mで後方から迫ってきたモアザンルックス・ヨハネス・ノータブルスピーチの3頭にかわされ4着と大健闘。鞍上の津村は「4コーナーを回って先頭に立った時は夢を見ました。GI勝ちがフロックでないと証明できましたし、良い経験をさせてもらいました。」と清々しい表情で振り返った。

### 7歳（2025年）
二度目の海外遠征となる2月22日のサウジアラビア・キングアブドゥルアジーズ競馬場で行われた1351ターフスプリント（G2）に出走し7着となった。その後帰国し、3月5日付でJRAの競走馬登録を抹消。引退後は北海道千歳市の社台ファームで繁殖牝馬として供用される。

## 競走成績
以下の内容は、netkeiba.com、JBISサーチおよびRacing Postの情報に基づく。
| 競走日     | 競馬場   | 競走名          | 格   | 距離（馬場）  | 頭 数 | 枠 番 | 馬 番 | オッズ （人気） | 着順 | タイム （上がり3F） | 着差  | 騎手      | 斤量 [kg] | 1着馬（2着馬）                  | 馬体重 [kg] |
| ---------- | -------- | --------------- | ---- | ------------- | ----- | ----- | ----- | --------------- | ---- | ------------------- | ----- | --------- | --------- | ------------------------------- | ----------- |
| 2020.08.15 | 小倉     | 2歳新馬         |      | 芝1200m（良） | 18    | 7     | 15    | 016.50（7人）   | 01着 | R1:08.4（34.1）     | -0.2  | 0福永祐一 | 54        | （アンジュソレイユ）            | 420         |
| 0000.10.04 | 中山     | サフラン賞      | 1勝  | 芝1600m（良） | 11    | 8     | 11    | 005.80（3人）   | 02着 | R1:35.4（34.5）     | -0.2  | 0福永祐一 | 54        | サトノレイナス                  | 438         |
| 0000.10.31 | 東京     | アルテミスS     | GIII | 芝1600m（良） | 16    | 7     | 13    | 006.40（3人）   | 03着 | R1:35.3（33.9）     | -0.4  | 0田辺裕信 | 54        | ソダシ                          | 438         |
| 2021.01.11 | 中山     | フェアリーS     | GIII | 芝1600m（良） | 16    | 4     | 8     | 002.60（1人）   | 04着 | R1:35.1（36.1）     | -0.7  | 0福永祐一 | 54        | ファインルージュ                | 440         |
| 0000.03.06 | 阪神     | チューリップ賞  | GII  | 芝1600m（稍） | 12    | 6     | 8     | 014.10（6人）   | 10着 | R1:34.6（34.8）     | -0.8  | 0池添謙一 | 54        | メイケイエール エリザベスタワー | 430         |
| 0000.06.13 | 東京     | 3歳上1勝クラス  |      | 芝1600m（良） | 10    | 4     | 4     | 004.00（2人）   | 02着 | R1:33.7（34.4）     | -0.1  | 0三浦皇成 | 52        | アラビアンナイト                | 434         |
| 0000.06.26 | 阪神     | 3歳上1勝クラス  |      | 芝1400m（良） | 12    | 7     | 9     | 001.90（1人）   | 01着 | R1:21.0（33.9）     | -0.2  | 0福永祐一 | 52        | （ダブルアンコール）            | 436         |
| 0000.08.14 | 新潟     | 新発田城特別    | 2勝  | 芝1400m（稍） | 17    | 4     | 7     | 002.50（1人）   | 01着 | R1:21.1（34.6）     | -0.3  | 0福永祐一 | 52        | （ドゥラモンド）                | 438         |
| 0000.12.19 | 阪神     | 六甲アイランドS | 3勝  | 芝1400m（良） | 15    | 2     | 3     | 003.40（1人）   | 02着 | R1:20.6（34.3）     | -0.5  | 0松山弘平 | 54        | タンタラス                      | 444         |
| 2022.01.09 | 中京     | 新春S           | 3勝  | 芝1400m（良） | 16    | 7     | 13    | 003.70（2人）   | 07着 | R1:20.9（35.1）     | -1.3  | 0松山弘平 | 54        | グレイイングリーン              | 442         |
| 0000.02.06 | 中京     | トリトンS       | 3勝  | 芝1400m（稍） | 10    | 3     | 3     | 002.60（1人）   | 06着 | R1:21.5（34.3）     | -0.3  | 0福永祐一 | 55        | ビップウインク                  | 444         |
| 0000.04.23 | 東京     | 晩春S           | 3勝  | 芝1400m（良） | 18    | 2     | 4     | 007.40（4人）   | 02着 | R1:20.1（33.4）     | -0.1  | 0横山武史 | 53        | ビューティフルデイ              | 438         |
| 0000.05.22 | 東京     | フリーウェイS   | 3勝  | 芝1400m（良） | 17    | 6     | 11    | 004.10（1人）   | 01着 | R1:20.9（33.4）     | -0.0  | 0福永祐一 | 55        | （ルーカス）                    | 440         |
| 0000.08.28 | 新潟     | 朱鷺S           | L    | 芝1400m（良） | 18    | 4     | 7     | 011.70（5人）   | 04着 | R1:21.2（34.5）     | -0.2  | 0津村明秀 | 54        | ルプリュフォール                | 450         |
| 0000.10.16 | 新潟     | 信越S           | L    | 芝1400m（良） | 18    | 4     | 8     | 007.90（3人）   | 02着 | R1:20.4（33.9）     | -0.2  | 0今村聖奈 | 53        | ダディーズビビッド              | 452         |
| 0000.11.13 | 東京     | オーロC         | L    | 芝1400m（良） | 18    | 1     | 1     | 006.90（4人）   | 06着 | R1:20.9（33.8）     | -0.3  | 0今村聖奈 | 53        | ウインシャーロット              | 452         |
| 2023.02.18 | 京都     | 京都牝馬S       | GIII | 芝1400m（良） | 18    | 4     | 7     | 022.20（9人）   | 06着 | R1:20.8（33.9）     | -0.4  | 0福永祐一 | 55        | ララクリスティーヌ              | 454         |
| 0000.04.08 | 阪神     | 阪神牝馬S       | GII  | 芝1600m（稍） | 12    | 5     | 6     | 056.8（12人）   | 07着 | R1:34.4（34.0）     | -0.5  | 0藤岡康太 | 55        | サウンドビバーチェ              | 450         |
| 0000.05.28 | 京都     | 安土城S         | L    | 芝1400m（良） | 18    | 7     | 13    | 014.80（6人）   | 04着 | R1:19.6（32.3）     | -0.6  | 0藤岡康太 | 54        | ママコチャ                      | 458         |
| 0000.06.25 | 東京     | パラダイスS     | L    | 芝1400m（良） | 15    | 8     | 14    | 006.20（3人）   | 03着 | R1:20.7（32.7）     | -0.1  | 0津村明秀 | 54        | ビューティフルデイ              | 454         |
| 0000.08.27 | 新潟     | 朱鷺S           | L    | 芝1400m（良） | 17    | 7     | 14    | 005.50（3人）   | 01着 | R1:20.8（33.5）     | -0.1  | 0津村明秀 | 55        | （サーマルウインド）            | 454         |
| 2024.02.17 | 京都     | 京都牝馬S       | GIII | 芝1400m（良） | 18    | 2     | 4     | 029.40（8人）   | 07着 | R1:20.6（33.6）     | -0.3  | 0津村明秀 | 55        | ソーダズリング                  | 462         |
| 0000.04.06 | 阪神     | 阪神牝馬S       | GII  | 芝1600m（良） | 11    | 3     | 3     | 062.80（9人）   | 06着 | R1:33.4（33.2）     | -0.4  | 0津村明秀 | 55        | マスクトディーヴァ              | 462         |
| 0000.05.12 | 東京     | ヴィクトリアM   | GI   | 芝1600m（良） | 15    | 5     | 9     | 208.6（14人）   | 01着 | R1:31.8（33.9）     | -0.2  | 0津村明秀 | 56        | （フィアスプライド）            | 458         |
| 0000.09.08 | 中京     | セントウルS     | GII  | 芝1200m（良） | 18    | 6     | 12    | 010.70（6人）   | 07着 | R1:08.2（33.6）     | -0.5  | 0津村明秀 | 56        | トウシンマカオ                  | 466         |
| 0000.11.02 | デルマー | BCマイル        | G1   | 芝8F（Fm）    | 10    | 9     | 11    | 058.8（10人）   | 04着 | R1:33.10            | -0.45 | 0津村明秀 | 56        | More Than Looks                 | 計不        |
| 2025.02.22 | KAA      | 1351ターフSP    | G2   | 芝1351m（Fs） | 13    | 11    | 13    | 016.00（8人）   | 07着 | R1:19.78            | -1.9  | 0津村明秀 | 55        | Ascoli Piceno                   | 計不        |

- 海外の競走の「枠番」欄にはゲート番を記載
- アメリカのオッズ・人気は現地主催者発表のもの（日本式のオッズ表記とした）
- サウジアラビアのオッズ・人気はRacing Postのもの（日本式のオッズ表記とした）

## 血統表
| テンハッピーローズの血統      | テンハッピーローズの血統                                                    | テンハッピーローズの血統                                                    | （血統表の出典）                                                            | （血統表の出典）    |
| 父系                          | ロベルト系                                                                  | ロベルト系                                                                  | ロベルト系                                                                  | [ § 2 ]             |
| 父 エピファネイア 2010 鹿毛   | 父の父*シンボリクリスエス 1999 黒鹿毛                                       | Kris S.                                                                     | Roberto                                                                     | Roberto             |
| 父 エピファネイア 2010 鹿毛   | 父の父*シンボリクリスエス 1999 黒鹿毛                                       | Kris S.                                                                     | Sharp Queen                                                                 |                     |
| 父 エピファネイア 2010 鹿毛   | 父の父*シンボリクリスエス 1999 黒鹿毛                                       | Tee Kay                                                                     | Gold Meridian                                                               | Gold Meridian       |
| 父 エピファネイア 2010 鹿毛   | 父の父*シンボリクリスエス 1999 黒鹿毛                                       | Tee Kay                                                                     | Tri Argo                                                                    |                     |
| 父 エピファネイア 2010 鹿毛   | 父の母シーザリオ 2002 青毛                                                  | スペシャルウィーク                                                          | *サンデーサイレンス                                                         | *サンデーサイレンス |
| 父 エピファネイア 2010 鹿毛   | 父の母シーザリオ 2002 青毛                                                  | スペシャルウィーク                                                          | キャンペンガール                                                            |                     |
| 父 エピファネイア 2010 鹿毛   | 父の母シーザリオ 2002 青毛                                                  | *キロフプリミエール                                                         | Sadler's Wells                                                              | Sadler's Wells      |
| 父 エピファネイア 2010 鹿毛   | 父の母シーザリオ 2002 青毛                                                  | *キロフプリミエール                                                         | Querida                                                                     |                     |
| 母 フェータルローズ 2009 栗毛 | 母の父タニノギムレット 1999 鹿毛                                            | *ブライアンズタイム                                                         | Roberto                                                                     | Roberto             |
| 母 フェータルローズ 2009 栗毛 | 母の父タニノギムレット 1999 鹿毛                                            | *ブライアンズタイム                                                         | Kelley's Day                                                                |                     |
| 母 フェータルローズ 2009 栗毛 | 母の父タニノギムレット 1999 鹿毛                                            | タニノクリスタル                                                            | *クリスタルパレス                                                           | *クリスタルパレス   |
| 母 フェータルローズ 2009 栗毛 | 母の父タニノギムレット 1999 鹿毛                                            | タニノクリスタル                                                            | *タニノシーバード                                                           |                     |
| 母 フェータルローズ 2009 栗毛 | 母の母プリムローズイヴ 2000 鹿毛                                            | *サンデーサイレンス                                                         | Halo                                                                        | Halo                |
| 母 フェータルローズ 2009 栗毛 | 母の母プリムローズイヴ 2000 鹿毛                                            | *サンデーサイレンス                                                         | Wishing Well                                                                |                     |
| 母 フェータルローズ 2009 栗毛 | 母の母プリムローズイヴ 2000 鹿毛                                            | *オエノセラ                                                                 | Night Shift                                                                 | Night Shift         |
| 母 フェータルローズ 2009 栗毛 | 母の母プリムローズイヴ 2000 鹿毛                                            | *オエノセラ                                                                 | Fruition                                                                    |                     |
| 母系(F-No.)                   | オエノセラ(IRE)系(FN:2-f)                                                   | オエノセラ(IRE)系(FN:2-f)                                                   | オエノセラ(IRE)系(FN:2-f)                                                   | [ § 3 ]             |
| 5代内の近親交配               | サンデーサイレンス 4×3 Roberto 4×4 Hail to Reason 5×5･5 Northern Dancer 5×5 | サンデーサイレンス 4×3 Roberto 4×4 Hail to Reason 5×5･5 Northern Dancer 5×5 | サンデーサイレンス 4×3 Roberto 4×4 Hail to Reason 5×5･5 Northern Dancer 5×5 | [ § 4 ]             |
| 出典                          | 1. 2. 3. 4.                                                                 | 1. 2. 3. 4.                                                                 | 1. 2. 3. 4.                                                                 | 1. 2. 3. 4.         |

- 主な近親にドゥレッツァ（2023年菊花賞）、ノーザンスパー（1995年BCターフほか）、サマーセント（2020年マーメイドステークス）など。詳細はウェルシュフレイム#主要なファミリーラインを参照。